# Star Fox Adventures
Star Fox Adventures (スターフォックスアドベンチャー Sutā Fokkusu Adobenchā?) är ett Nintendo Gamecube-spel som skapades av Rare. Det är det sista spelet från Rare innan företaget köptes upp av Microsoft. Spelet är baserat på det nedlagda Nintendo 64-projektet Dinosaur Planet. När Star Fox Adventures var under produktion kallades spelet Star Fox Adventures: Dinosaur Planet, men undertiteln togs bort innan spelet släpptes.
Spelet utkom i Nordamerika den 23 september 2002, i Japan den 27 september 2002 och i Europa den 22 november 2002.

## Handling och innehåll
Star Fox Adventures utspelar sig på en förstörd planet kallad Dinosaur Planet, där spelaren tar kontroll över Fox McCloud ifrån Star Fox-teamet. Det är Fox uppgift är att rädda Dinosaur Planet från undergång genom att samla in magiska stenar från planetfragment som lossnat och svävat ut i rymden. Han får senare även veta att en vacker, blå rävhona är fast på en plats kallad Palace of Krazoa, och bestämmer sig för att även samla in mystiska andar kallade Krazoa Spirits för att kunna befria henne. Fox ackompanjeras på sitt äventyr av den busige dinosaurieprinsen Tricky, som tillhör EarthWalker-stammen. I hans väg står SharpClaws, en sorts muterade halvdinosaurier.

## Speluppbyggnad
Spelet är, till skillnad från tidigare Star Fox-spel, inget shoot 'em up; det är ett actionäventyrsspel med pussel och tempel där Fox använder en magisk stav som vapen. Spelupplägget är inte helt olikt The Legend of Zelda-serien.
1. ↑  Redump.org.[källa från Wikidata]